# Hernán García Martínez
Hernán Santiago García Martínez (Puerto Cortés, Cortés, Honduras; 8 de octubre de 1952-San Pedro Sula, Cortés, Honduras; 5 de marzo de 2020) fue un futbolista y entrenador hondureño.

## Trayectoria

### Como jugador
Como futbolista jugó para varios clubes de la Liga Nacional de Honduras, tales como: Club Deportivo Broncos donde militó por cinco años, Club Deportivo Marathón, Real C. D. España y Club Deportivo Sula de La Lima. En el extranjero jugó para el Cobán Imperial de Guatemala y en su regreso a Honduras jugó para el San Manuel y para el Real Juventud, ambos de segunda división.

### Como entrenador
Su carrera como entrenador inició en 1994 cuando dirigió al Club Deportivo Marathón donde había sido jugador. En ese mismo año consiguió ganar la Copa de Honduras al vencer al Real Maya en la final, equipo que se había adjudicado el título de campeón en la edición de 1993. Para la temporada 1996-1997 dejó de ser entrenador de este club y su cargo lo tomó el histórico Carlos Padilla Velásquez.
En 1999 asumió el cargo como entrenador del Real C. D. España donde ha tenido su mejor campaña como entrenador, al haber sido subcampeón en el Torneo 1999 donde Real España fue derrotado en la final ante el Club Deportivo Olimpia por un marcador global de 1-0. Hernán García Martínez solo logró dirigir un torneo y su cargo lo tomó el uruguayo Ariel Longo.
Tras haber dirigido a los dos grandes de San Pedro Sula, el Club Deportivo Marathón y el Real C. D. España, Hernan Garcia dirigiría al Deportes Savio que recientemente había ascendido a la Liga Nacional de Honduras. Dirigió el Campeonato 2000-2001 y 12 partidos del torneo Apertura 2001-2002, cuando por malos resultados fue cesado de su puesto, y en su lugar terminando el torneo apertura el asistente técnico Sergio Flores ocuparía su lugar.
Para el Clausura 2001-2002 asumió el cargo como entrenador del Club Deportivo Victoria donde consiguió la clasificación a la liguilla, pero debido a un cáncer de vejiga tuvo un retiro temporal y no continuó dirigiendo al club.
Tras la salida del uruguayo Carlos Jurado y serios problemas de descenso, en marzo de 2010, es ratificado como entrenador del Deportes Savio a falta de cuatro jornadas para terminar el campeonato quien cosechó 7 de 12 puntos lo que permitió que el club se mantuviera en primera división. García ya había dirigido el club en primera división cuando recién el cuadro copaneco había ascendido a primera. A partir de entonces Hernán García disputaría los campeonatos 2010-2011, 2011-2012 y torneo Apertura 2012-2013 mismo que finalizó en noviembre de 2012 dejando al club en la 9.ª posición del torneo, su cargo lo asumió Emilio Umanzor en enero de 2013. Dentro de su estadía, hizo permanecer al club en primera división tres veces y dentro de sus logros más importantes está la clasificación a la liguilla del torneo Apertura 2011-2012, en el cual se enfrentaría al Club Deportivo Vida de la Ceiba.
Tras haber sido despedido del Deportes Savio, en diciembre de 2012 asumió el cargo como entrenador del Club Deportivo Platense donde el Torneo Clausura 2013 (Honduras) logró clasificar al equipo a la liguilla. En los cuartos de final eliminaron al Club Deportivo Marathón y en las semifinales fueron eliminados por el Club Deportivo Olimpia. Ya en el Torneo Apertura 2013 (Honduras) la historia fue diferente, Hernán García Martínez se encontró con los malos resultados y debido a eso fue destituido de su cargo.
El 31 de enero de 2014, tras la renuncia de Jorge Ernesto Pineda, Hernán García Martínez asumió de manera oficial el cargo como entrenador del Club Deportivo Vida para el resto del Torneo Clausura 2014 (Honduras). Fue cesado de su puesto el 16 de mayo de 2014, siendo sustituido por Ramón Maradiaga.
El 25 de septiembre de 2014, fue confirmada su llegada al Club Deportivo Parrillas One, pero fue relevado en la primera vuelta del Clausura 2015. Nuevamente luchó contra el cáncer de vejiga. Tras un exhaustivo tratamiento en Estados Unidos, en julio de 2016 anunció su recuperación total del cáncer de vejiga que padeció por segunda vez en su vida. 

## Muerte
Falleció en San Pedro Sula el 5 de marzo de 2020 a los 67 años. Había sido ingresado en el Instituto Hondureño de Seguridad Social (IHSS) a consecuencia de una infección renal. Su sepelio fue el 6 de marzo en el Cementerio de Lima.

## Clubes

### Como jugador
| Club           | País      | Año       |
| -------------- | --------- | --------- |
| Broncos        | Honduras  | 1972-1976 |
| Marathón       | Honduras  | 1977-1983 |
| Real España    | Honduras  | 1984-1986 |
| Sula           | Honduras  | 1987      |
| Cobán Imperial | Guatemala | 1988      |
| Real Juventud  | Honduras  | 1989      |

### Como entrenador
| Club                       | País     | Año       |
| -------------------------- | -------- | --------- |
| Marathón                   | Honduras | 1994      |
| Real España                | Honduras | 1999      |
| Deportes Savio             | Honduras | 2000-2001 |
| Selección hondureña sub-20 | Honduras | 2001      |
| Victoria                   | Honduras | 2002-2009 |
| Deportes Savio             | Honduras | 2010-2012 |
| Platense                   | Honduras | 2013      |
| Vida                       | Honduras | 2014      |
| Parrillas One              | Honduras | 2014-2015 |
| Honduras Progreso          | Honduras | 2019      |
| Boca Juniors de Tocoa      | Honduras | 2019      |

## Palmarés

### Como jugador

#### Campeonatos nacionales
| Título                    | Club     | País     | Año  |
| ------------------------- | -------- | -------- | ---- |
| Liga Nacional de Honduras | Marathón | Honduras | 1979 |

### Como entrenador

#### Campeonatos nacionales
| Título           | Club     | País     | Año  |
| ---------------- | -------- | -------- | ---- |
| Copa de Honduras | Marathón | Honduras | 1994 |

#### Distinciones individuales
| Distinción                                       | Año     |
| ------------------------------------------------ | ------- |
| Mejor entrenador de la Liga Nacional de Honduras | 1998-99 |

## Vida privada
Hernán García Martínez tuvo cuatro hijos: Eder, Eileen, Dennis y Hernán, todos junto a su esposa Jenny Lara.